# 국립이천호국원
국립이천호국원(國立利川護國園, Icheon National Cemetery)은 국가와 민족을 위해 희생과 공훈을 한 국가유공자, 참전유공자가 작고한 후 그 분들을 안장하고 명예를 선양하는 호국의 성지인 동시에 나라사랑 교육장으로 활용하기 위하여 설립된 대한민국 국가보훈부 소속의 국립묘지로 국립이천호국원장(4급)은 서기관 또는 기술서기관으로 보한다. 경기도 이천시 설성면 노성로 260(대죽리 1085)에 위치하고 있다.

## 연혁
- 2002년 8월 2일 국립이천호국원 부지매입
- 2005년 7월 1일 공사 착공
- 2007년 12월 1일 국가보훈처 개원준비단 투입
- 2008년 4월 30일 개원식(준공식)

## 조직

### 국립이천호국원장

#### 관리과장
- 관리팀장
- 시설팀장

#### 현충과장
- 전례팀장
- 의전팀장
- 선양팀장

## 같이 보기
- 국립영천호국원
- 국립임실호국원
- 국립대전현충원
- 국립서울현충원
- 국립망향의동산